# Maria de Fátima Coronel
Maria de Fátima Coronel est une juriste capverdienne, première femme à devenir présidente de la Cour suprême de justice (Supremo Tribunal de Justiça ou STJ) de son pays de 2015 à 2020.

## Éléments biographiques
Maria de Fátima Coronel a été magistrate, avant de devenir procureure générale et juge dans les tribunaux pénaux de Santa Catarina et Praia. Elle se montre très attachée à l’indépendance du système judiciaire capverdien et à la séparation des pouvoirs,. Elle est juge à la Cour suprême depuis au moins 2007.
Maria de Fátima Coronel est nommée présidente de la Cour suprême de justice par le président Jorge Carlos Fonseca en novembre 2015, et confirmée par ses collègues juges, devenant ainsi la première femme à occuper ce poste. Elle déclare notamment dans son discours d’intronisation : « Aux citoyens capverdiens, je réaffirme mon engagement solennel à mettre toutes mes énergies, mon expérience de magistrat et ma préoccupation de citoyen engagé au service de la Justice, que ce soit dans l'amélioration de la gestion institutionnelle, dans la célérité des réponses et dans la qualité et la justice des décisions des tribunaux ». Le Cap-Vert est une démocratie ayant quitté un régime de parti unique en 1990 pour le multipartisme avec, depuis, une alternance politique sans heurts et une séparation des pouvoirs effective entre les pouvoirs exécutifs, parlementaires et judiciaires,.
Elle quitte la présidence de cette juridiction en 2020, en partant à la retraite. Le juge de cette Cour Suprême le plus ancien, Benfeito Mosso Ramos lui succède, à titre intérimaire.